# Elías
Elías è un comune della Colombia facente parte del dipartimento di Huila.
Il centro abitato venne fondato da Manuel Elias Carvajal nel 1827, mentre l'istituzione del comune è del 1853.